# SN 2002gn
SN 2002gn – supernowa typu Ia odkryta 10 października 2002 roku w galaktyce A015654-0106. W momencie odkrycia miała maksymalną jasność 19,80m.